# 希农
希农（法語：Chinon，法語：[ʃinɔ̃] ⓘ），法国西部城市，中央-卢瓦尔河谷大区安德尔-卢瓦尔省的一个市镇，同时也是该省的一个副省会，下辖希农区，其市镇面积为39.02平方公里，2022年1月1日时人口数量为8,121人，是该省人口第11多的市镇，在法国城市中排名第1,266位。
希农位于安德尔-卢瓦尔省西南部，维埃纳河畔，是一个区域性的中心城市。希农因同名城堡而闻名，后者建于维埃纳河右岸的一处高地上，又被称为“皇家城塞”（forteresse royale），安茹国王亨利二世曾长期居住并逝世于此；英法百年战争期间，查理七世与圣女贞德曾在此举行会晤，成为战争的一个转折点。自2000年起，希农城堡作为卢瓦尔河谷城堡群的一部分被划入《世界文化遗产》名录。希农也因同名葡萄酒而闻名。法国文学家弗朗索瓦·拉伯雷出生于此地。

## 地名来源
根据希农地方史学家古斯塔夫·德库尼的论述，“希农”一名来源于凯尔特语单词“Kann”，意为“白色”；而另一份地方史研究报告则认为一名高卢语单词“kaion”，意为“要塞”。

## 历史

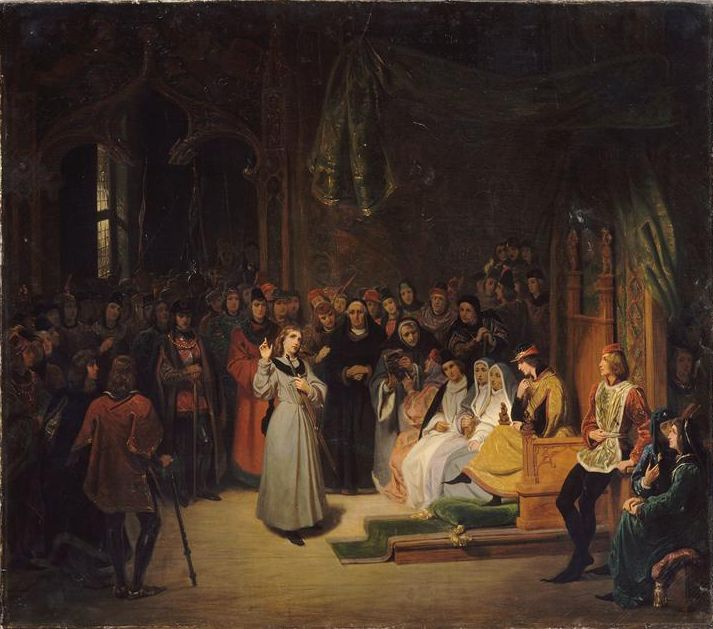
圣女贞德与查理七世的会晤（绘画）

希农最初记载于的手记当中，彼时圣马克西姆在维埃纳河右岸的一处高地上修建了教堂，其附近区域逐渐发展成为城塞，而现代考古发掘则已证明希农城塞区域早在3000年前就已出现人类活动。公元9世纪时，维京人曾入侵此地。中世纪中期，法兰克国王将希农赠予布卢瓦伯爵布卢瓦的蒂博一世，后于1044年被安茹伯爵热奥弗鲁瓦二世占领，成为安茹的一部分。12世纪时，希农成为安茹的边境城镇，因其重要的战略位置以及较为独特的地理环境而受到亨利二世的重视，在金雀花王朝成立后，希农得到了迅速的发展，城堡被重建和扩展，亨利二世自1160年起长期居住于城塞内，并最终于1189年逝世于此。1205年，腓力二世收回希农城塞以及卢瓦尔河流域的大部分区域。英法百年战争早期，查理七世曾在此避难，1429年3月8日，查理七世在希农城塞与法国民族英雄贞德会面，此次会面掀开了法国在英法百年战争中逆转战局的序幕。十六世纪后，法兰西王室重心逐渐北移，希农不再是一个皇家住所，自1629年起成为黎塞留公爵的一处领地，城塞附近出现了葡萄酒种植园。1692年起，希农成为图赖讷行省的一部分。法国大革命后，希农成为安德尔-卢瓦尔省的一个市镇，并自1800年起成为该省的一个副省会。工业革命期间，连接莱萨布勒多洛讷和图尔之间的铁路建成通车。两次世界大战均对希农市区造成了一定的破坏。20世纪中后期，旅游业逐渐成为当地的重要经济支柱。

## 地理

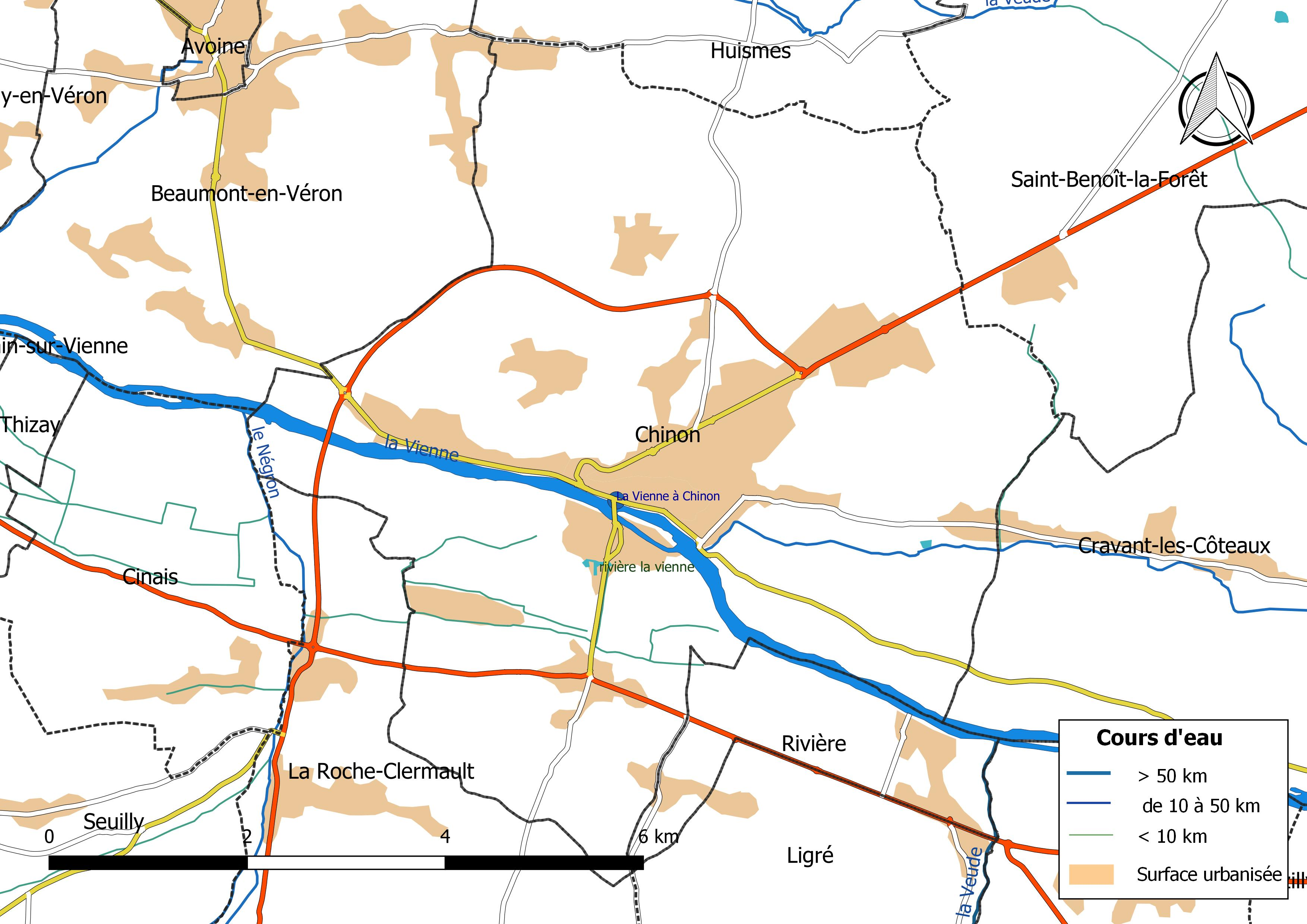
希农附近的道路和水网地图

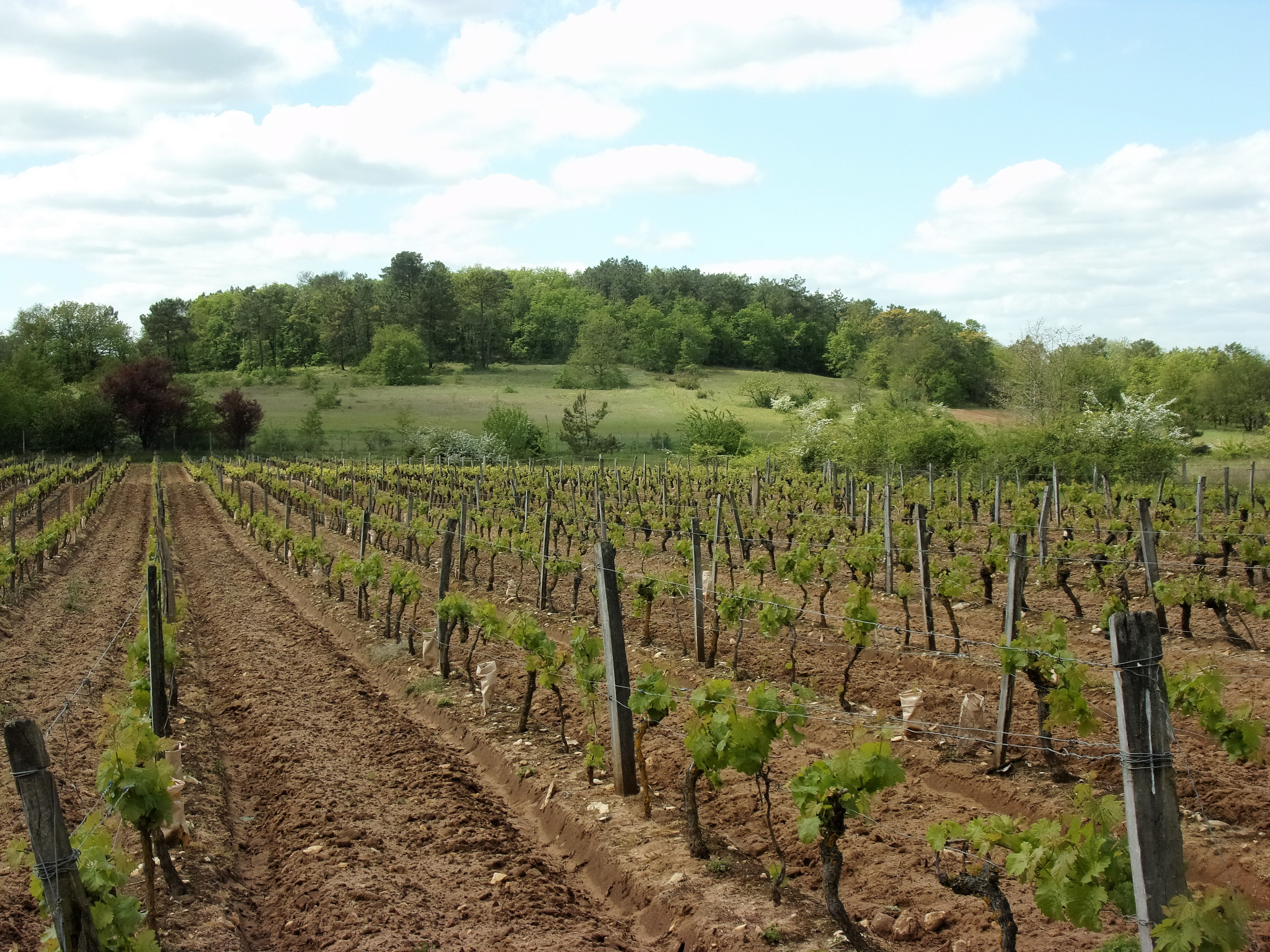
希农附近的葡萄酒种植园

希农位于法国中西部，中央-卢瓦尔河谷大区西部和安德尔-卢瓦尔省西部，距离省会图尔大约45公里。与希农接壤的市镇包括：韦龙地区博蒙、锡奈、克拉旺莱科托、于姆、里维耶尔、拉罗什克莱尔莫、圣伯努瓦拉福雷。

### 地形
希农位于维埃纳河谷之中，地势自河岸向两侧略有抬升，其中市中心地形平坦，城塞部分则明显高于其它区域，全境海拔在27到112米之间。

### 水文
维埃纳河干流自东南向西北流经境内，该河是卢瓦尔河的左岸支流，后者为法国本土最长的河流。

### 植被
希农属于温带落叶林区，市区东北部的莱库朗斯公园（Parc des Courances）是当地的一处城市绿地，林地则广泛分布于河流两岸及坡地。
希农也是卢瓦尔河谷葡萄酒产区的组成部分，其四周有多处葡萄酒种植园分布。

### 气候
希农在柯本气候分类法中属于温带海洋性气候。
希农境内设有气象站，以下为该气象站的数据（其中日照数据取自帕尔赛-梅莱）：
| 希农1981年－2019年  | 希农1981年－2019年 | 希农1981年－2019年 | 希农1981年－2019年 | 希农1981年－2019年 | 希农1981年－2019年 | 希农1981年－2019年 | 希农1981年－2019年 | 希农1981年－2019年 | 希农1981年－2019年 | 希农1981年－2019年 | 希农1981年－2019年 | 希农1981年－2019年 | 希农1981年－2019年 |
| 月份                | 1月                | 2月                | 3月                | 4月                | 5月                | 6月                | 7月                | 8月                | 9月                | 10月               | 11月               | 12月               | 全年               |
| ------------------- | ------------------ | ------------------ | ------------------ | ------------------ | ------------------ | ------------------ | ------------------ | ------------------ | ------------------ | ------------------ | ------------------ | ------------------ | ------------------ |
| 历史最高温 °C（°F） | 16.4 (61.5)        | 21.4 (70.5)        | 24.6 (76.3)        | 29.7 (85.5)        | 33.5 (92.3)        | 39.6 (103.3)       | 40.2 (104.4)       | 40.2 (104.4)       | 34.2 (93.6)        | 31.7 (89.1)        | 23.9 (75.0)        | 18.9 (66.0)        | 40.2 (104.4)       |
| 平均高温 °C（°F）   | 8.3 (46.9)         | 10.1 (50.2)        | 13.5 (56.3)        | 16.7 (62.1)        | 20.8 (69.4)        | 24.7 (76.5)        | 26.3 (79.3)        | 26.5 (79.7)        | 22.9 (73.2)        | 17.7 (63.9)        | 11.7 (53.1)        | 8.1 (46.6)         | 17.3 (63.1)        |
| 日均气温 °C（°F）   | 5.4 (41.7)         | 6.4 (43.5)         | 9 (48)             | 11.5 (52.7)        | 15.4 (59.7)        | 18.8 (65.8)        | 20.2 (68.4)        | 20.3 (68.5)        | 17 (63)            | 13.4 (56.1)        | 8.3 (46.9)         | 5.3 (41.5)         | 12.6 (54.7)        |
| 平均低温 °C（°F）   | 2.5 (36.5)         | 2.7 (36.9)         | 4.4 (39.9)         | 6.3 (43.3)         | 10 (50)            | 12.8 (55.0)        | 14.1 (57.4)        | 14.1 (57.4)        | 11.2 (52.2)        | 9.1 (48.4)         | 5 (41)             | 2.4 (36.3)         | 7.9 (46.2)         |
| 历史最低温 °C（°F） | −13 (9)            | −12.1 (10.2)       | −11.3 (11.7)       | −2.9 (26.8)        | 0.2 (32.4)         | 4.3 (39.7)         | 6.5 (43.7)         | 5.4 (41.7)         | 2.4 (36.3)         | −4.2 (24.4)        | −8.5 (16.7)        | −8.2 (17.2)        | −13 (9)            |
| 平均降水量 mm（）   | 64.1 (2.52)        | 46.1 (1.81)        | 48.7 (1.92)        | 59.2 (2.33)        | 53 (2.1)           | 37.1 (1.46)        | 50.6 (1.99)        | 53 (2.1)           | 50.4 (1.98)        | 69.7 (2.74)        | 69 (2.7)           | 70.3 (2.77)        | 671.2 (26.43)      |
| 月均日照時數        | 69.9               | 90.3               | 144.2              | 178.5              | 205.6              | 228                | 239.4              | 236.4              | 184.7              | 120.6              | 76.7               | 59.2               | 1,833.5            |
| 来源：infoclimat.fr |                    |                    |                    |                    |                    |                    |                    |                    |                    |                    |                    |                    |                    |

## 行政区划
希农是法国中央-卢瓦尔河谷大区安德尔-卢瓦尔省的一个市镇，编号为37072，它也是安德尔-卢瓦尔省的一个副省会。希农下辖希农区，隶属于安德尔-卢瓦尔省第四选区，管理希农县，同时也是希农市镇公共社区的办公驻地。
法国国家统计与经济研究所（简称）在进行数据统计时，将希农单独设为希农城市核心区，并将包括核心区在内的周边共3个市镇划为希农城市区，自2020年起被含有20个市镇的希农城市辐射区代替。同时，还将希农市镇整体看作一个“块区”（IRIS）。

## 交通

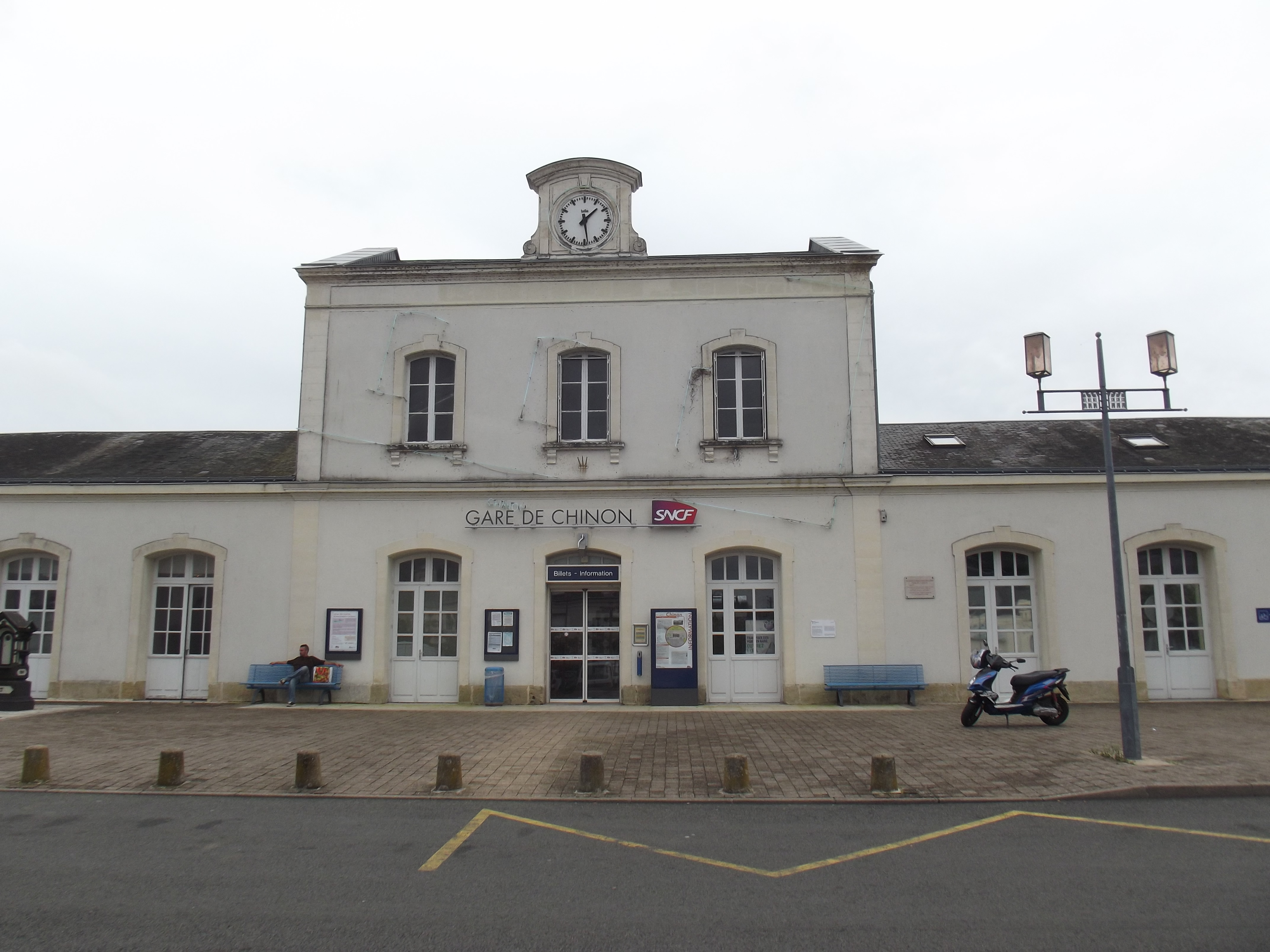
希农火车站

### 公路
多条安德尔-卢瓦尔省省道在希农境内交汇。距离希农最近的高速公路出入口为A85高速公路的5号出入口，距离希农市区大约14公里。
中央-卢瓦尔河谷大区下属的城际客运提供巴士线路，可前往图赖讷地区圣莫尔、朗热、黎塞留等地。新阿基坦大区城际客运则开通前往图阿尔的校车线路。
2017年，63.5%的希农家庭拥有至少一辆的私人汽车。2018年，希农境内共发生各类交通事故2起，造成1人遇难，1人受伤。

### 铁路
希农位于莱萨布勒多洛讷－图尔铁路上。希农站位于市区东部，该站每天开行数班前往图尔的区域列车。

### 航空
距离希农最近的民用航空站为图尔卢瓦尔河谷机场，距离希农市中心的公路里程约50公里。

### 城市公共交通
希农城市公共交通（商业名称为）是当地的城市公共交通系统。截至2021年2月，该系统共包括3条公交线路，按照拉丁字母编号，其中A线可连接卢瓦尔河北岸的布莱港火车站，B线则连通希农周边的主要市镇，C线连接希农市区内的主要街道和居民区。

## 政治

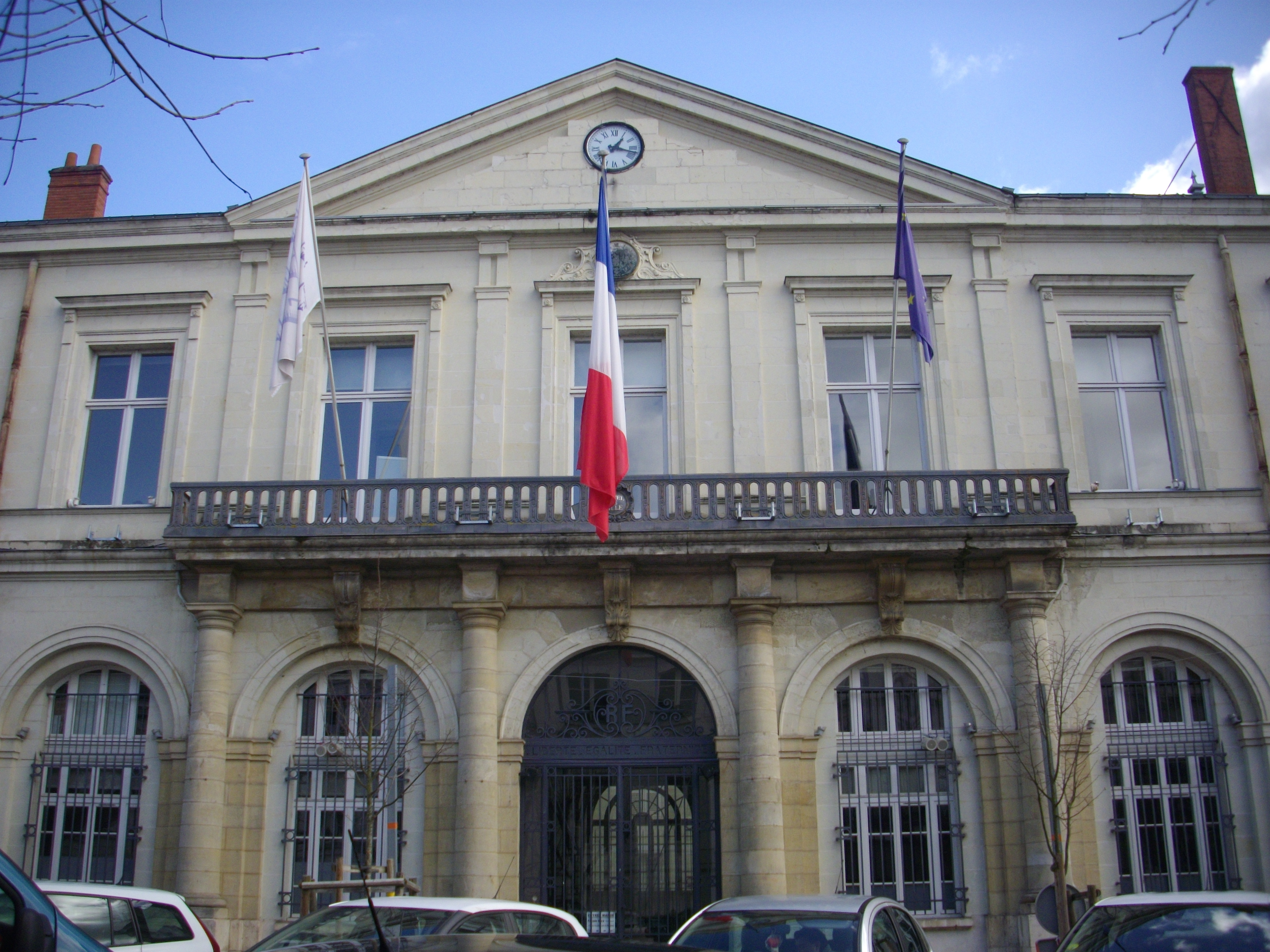
希农市政厅

希农的现任市长为让-吕克·杜邦先生（Jean-Luc Dupont），他是共和党的一名成员，在2020年的市政选举中获得了54.38%的支持率。
在2017年的法国总统大选中，法国第25任总统埃马纽埃尔·马克龙在希农获得了70.33%的支持率。
| 希农历届市长   |                  |                           |
| 任期           | 市长             | 党派                      |
| 1944年－1945年 | 路易·诺代        | 不详                      |
| 1945年－1959年 | 奥古斯特·科雷克  | 不详                      |
| 1959年－1965年 | 雅克·巴拉瓦纳    | 不详                      |
| 1965年－1971年 | 皮埃尔·博维兰    | 不详                      |
| 1971年－1977年 | 乔治·戴德        | 不详                      |
| 1977年－1983年 | 热拉尔·佩瑟沃    | 不详                      |
| 1983年－1989年 | 马塞尔·普里乌    | PS社会党                  |
| 1989年－2005年 | 伊夫·多热        | PS社会党                  |
| 2005年－2014年 | 让-皮埃尔·迪韦涅 | PS社会党                  |
| 2014年－       | 让-吕克·杜邦     | UMP人民运动联盟 →LR共和黨 |

## 人口
2017年，希农市镇人口数量为8,242，在法国排名第1,266位。其中男性3,874人，女性4,368人，75岁及以上人口占12.0%，外籍人口数量为1,873人，人口密度为211人/平方公里，当地居民被称为（男性）或（女性）。2018年，希农境内出生70人，死亡人口130人。
| 年份   | 1936  | 1946  | 1954  | 1962  | 1968  | 1975  | 1982  | 1990  | 1999  | 2005  | 2010  | 2015  | 2018  |
| ------ | ----- | ----- | ----- | ----- | ----- | ----- | ----- | ----- | ----- | ----- | ----- | ----- | ----- |
| 人口數 | 5,790 | 6,069 | 6,743 | 7,593 | 7,735 | 8,014 | 8,622 | 8,627 | 8,716 | 8,169 | 7,894 | 8,101 | 8,145 |

## 经济
希农是一个区域性的中心城市，当地共有各类用人单位1,329家，平均历史为17年，其中98.61%为中小型企业（PME）。（屋顶改造）、（暖通）及（房屋施工）是当地2019年营业额最高的三个企业，分别为6,663,002欧元、3,314,615欧元和3,264,904欧元。

## 财政收入
2019年，希农的财政收入总额为10,109,200欧元，财政支出总额为8,965,080欧元，当年的债务总额为14,519,300欧元。
2015年，希农的人均月收入总额为2,550欧元，其中高级职员为4,659欧元，中级职员为2,799欧元，普通职员为1,758欧元。
2017年，希农境内的青壮年（15至64岁）失业率为16.4%，当地48%的家庭拥有纳税资格。

## 社会事务

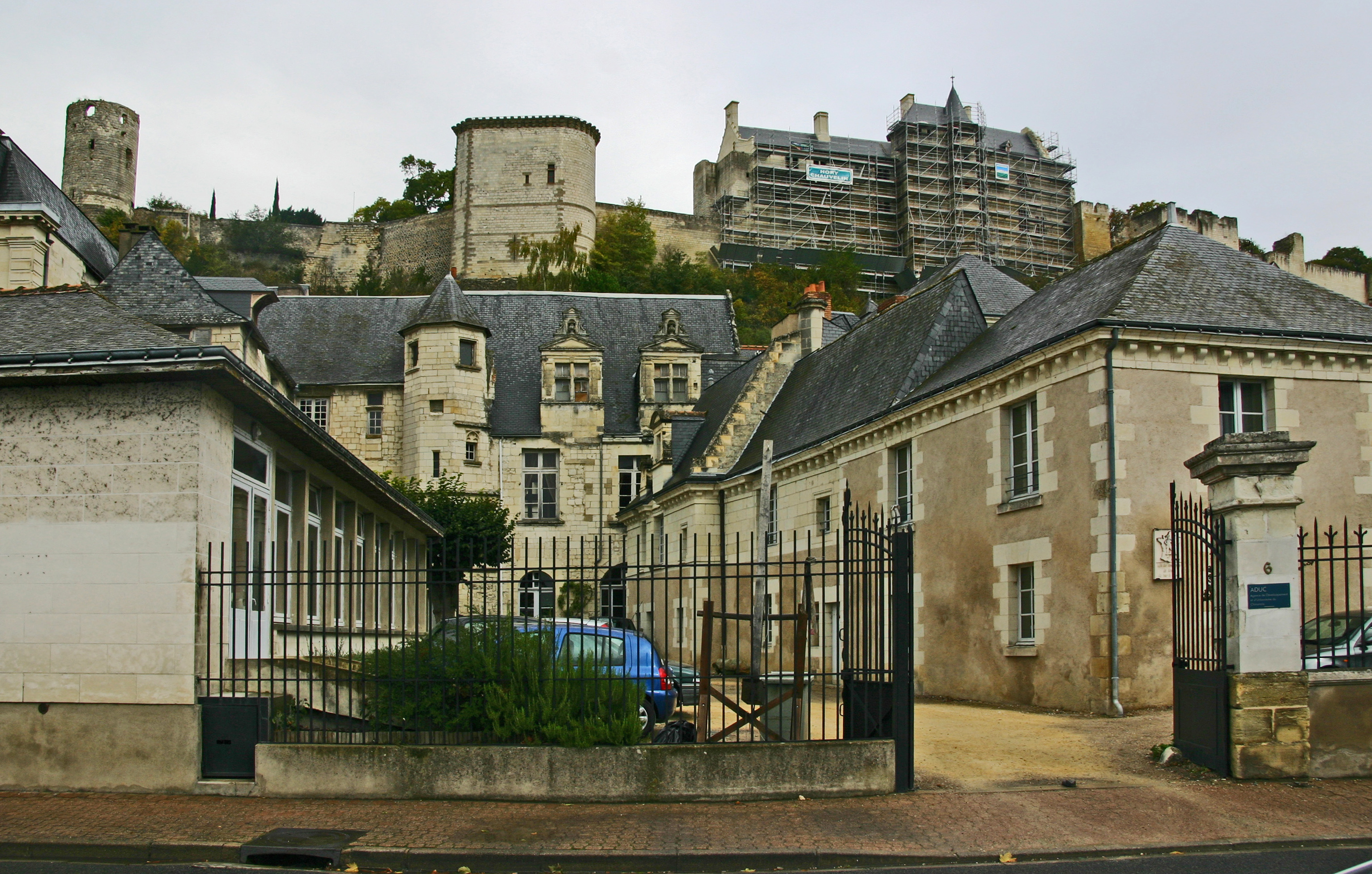
希农市中心的一所学校

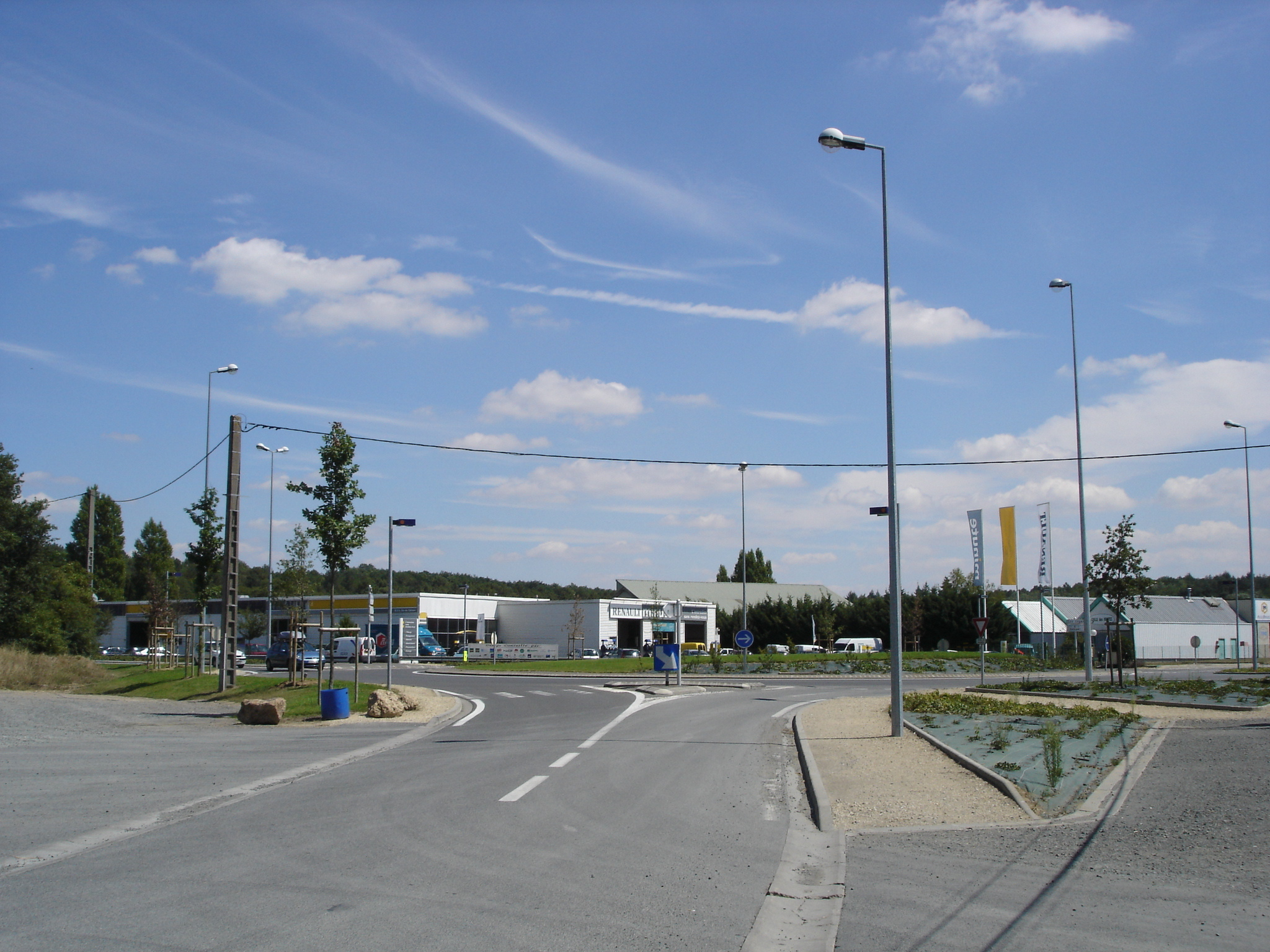
希农城郊街区

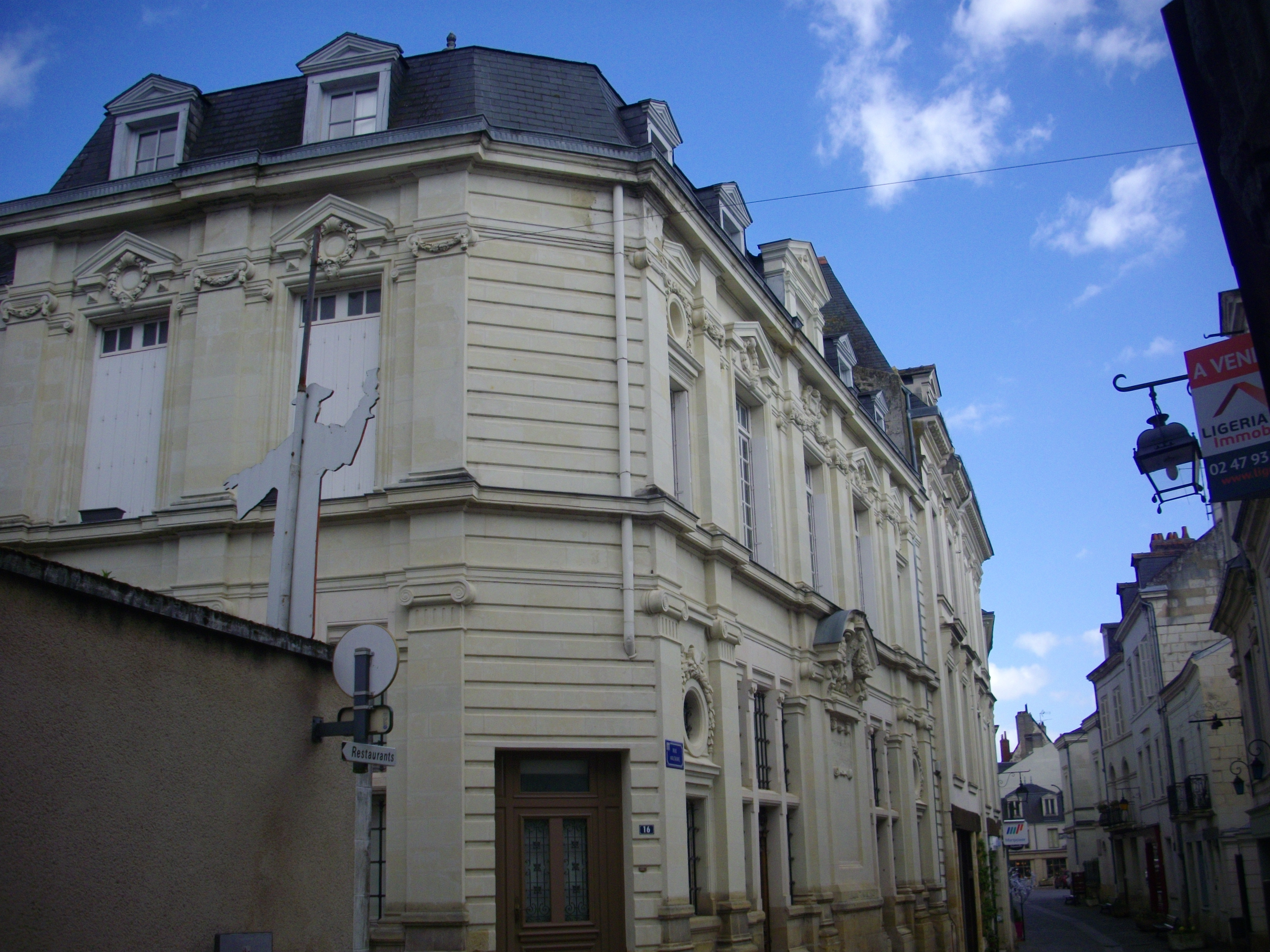
希农市中心的伏尔泰街

### 教育
希农属于奥尔良-图尔学区。截止2019年1月1日，希农境内共有2所幼儿园、4所小学、2所初级中学、2所普通高中和1所职业高中。2018至2019学年度，希农境内共有在校中等教育阶段学生1,833名。

### 医疗
截止2019年1月1日，希农境内共有全科医生16名、保健师11名、牙医9名、护士14名、皮肤科医生1名、助产士3名和儿科医生1名。境内共有药房5家、养老院3家、残疾人帮扶中心4家。
希农中心医院（Centre Hospitalier du Chinonais）是法国的一个区域性医疗机构，其主病区位于希农市区东北部，设有床位673个，是当地规模最大的公立综合性医院。

### 住房
2017年，希农境内共有各类住房5,083套，其中60.9%为独立式居民区，38.2%为集中式居民区。常住房屋占希农市镇范围内居民建筑总量的79.1%。

### 商业
2019年，希农境内共有各类实体商铺246家，其中餐厅43家、大型超市7家、杂货店1家、面包房9家、肉铺4家、书店5家、装饰品店3家、银行门店8家、美容美发店15家、汽车维修店19家。市区东北部建有大型开放式商业街区。

### 体育
2019年，希农境内共有2家游泳池、5间体育馆、1座综合体育场、6处网球场、3处足球或橄榄球场以及2处篮球或排球场。
希农-阿万讷-锡奈奥林匹克是当地的一支足球队，成立于2013年，2020至2021赛季参加法國全國丙組聯賽（法戊）。

### 环境
希农的环境事务由其所属的公共社区负责。2019年，希农境内共有1家污染企业。

### 治安
2019年，希农市镇范围内有1处宪兵队。
2014年，希农及附近地区共发生各类案件2,729起，其中盗窃类案件1,704起，经济类案件462起，毒品交易类案件52起。

## 文化
2019年，希农境内共有家电影院、1家博物馆和1家音乐厅。希农市政府提供多媒体中心，向公众全年开放。

### 建筑
希农境内有多处法国国家文物保护单位，其中希农城堡作为卢瓦尔河谷城堡群的组成部分已于2000年被列入《世界文化遗产》名录，圣玛息莫堂等为当地的代表性建筑物。

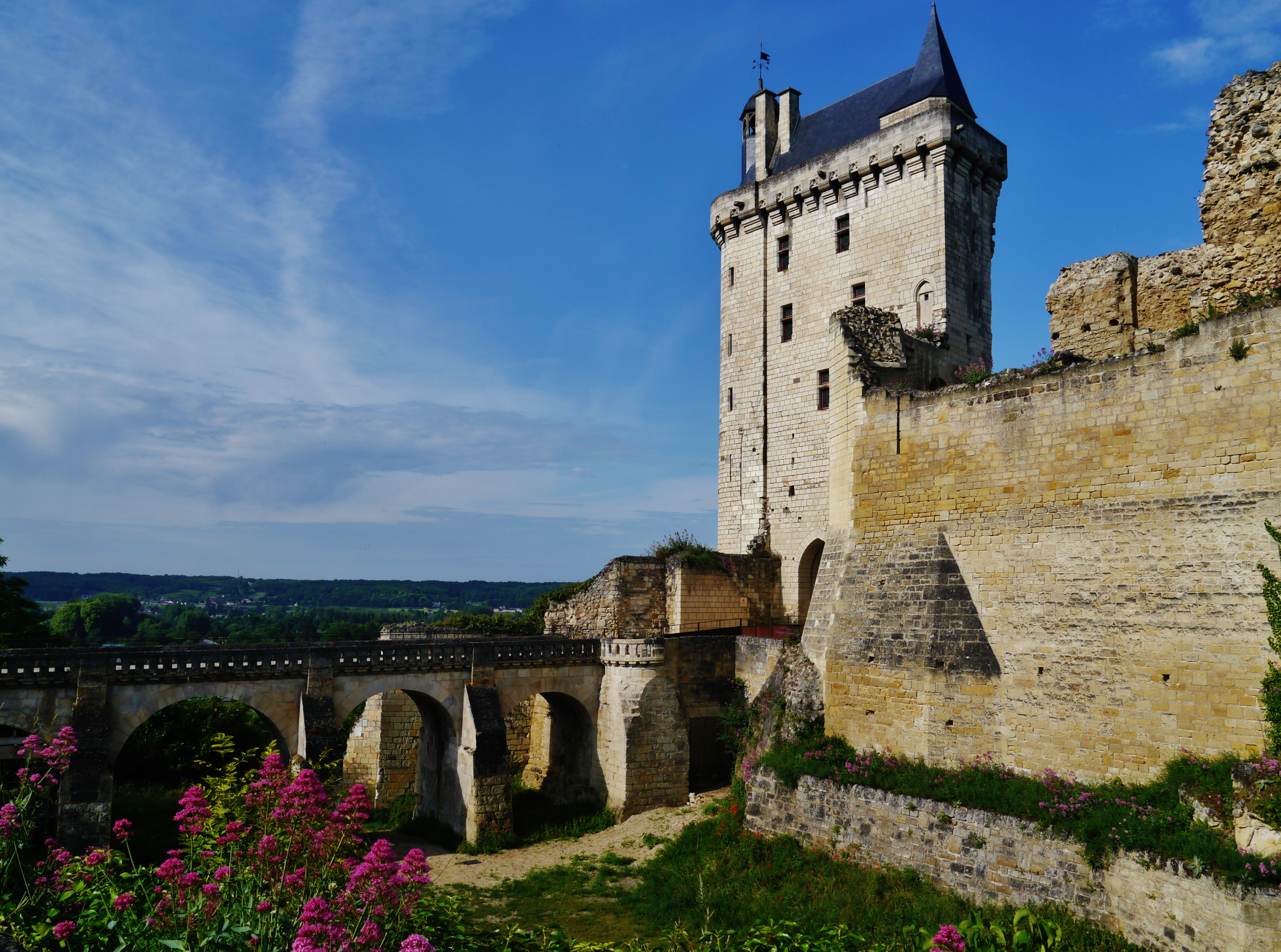
希农城堡主楼
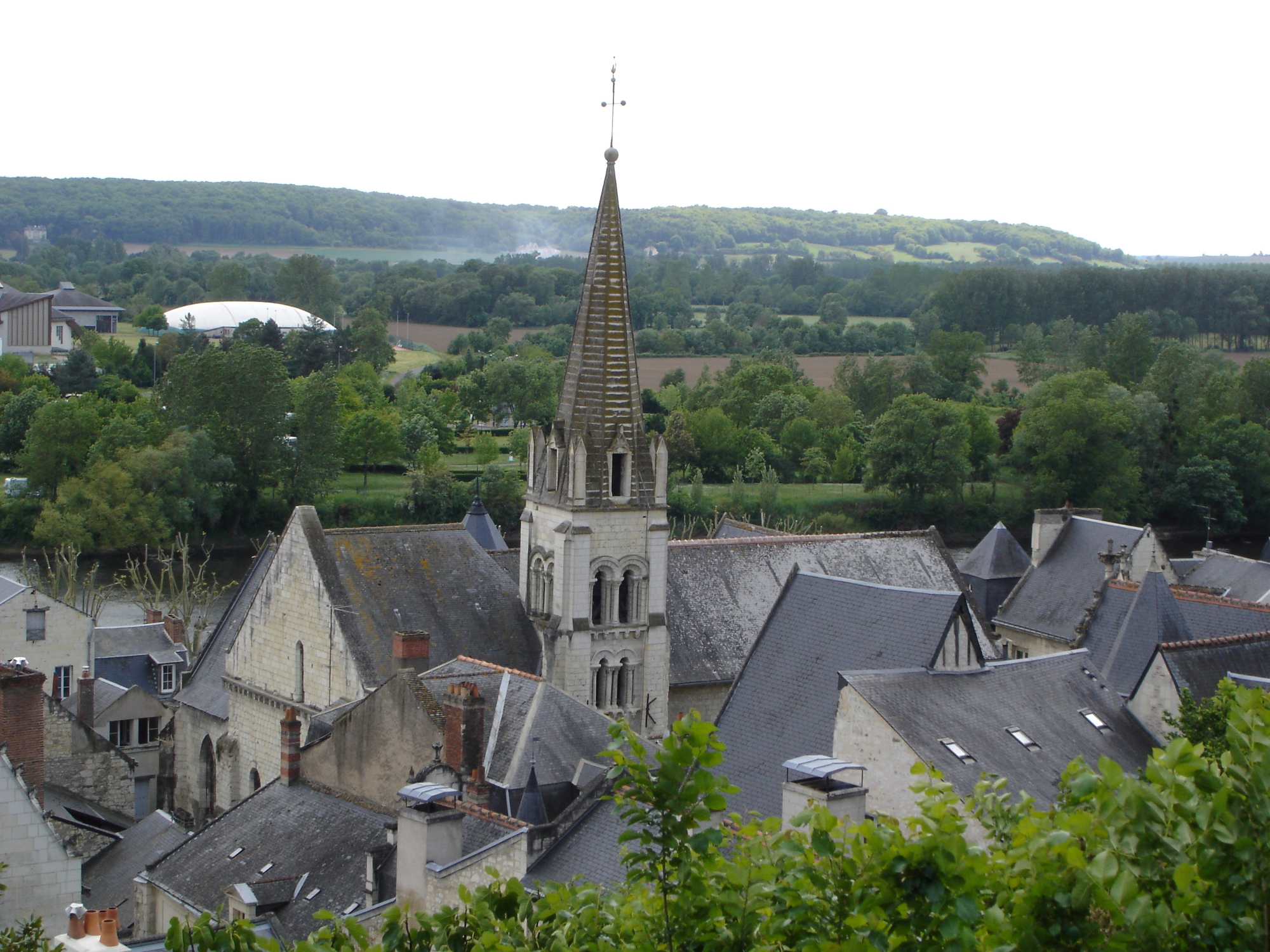
圣穆理思堂
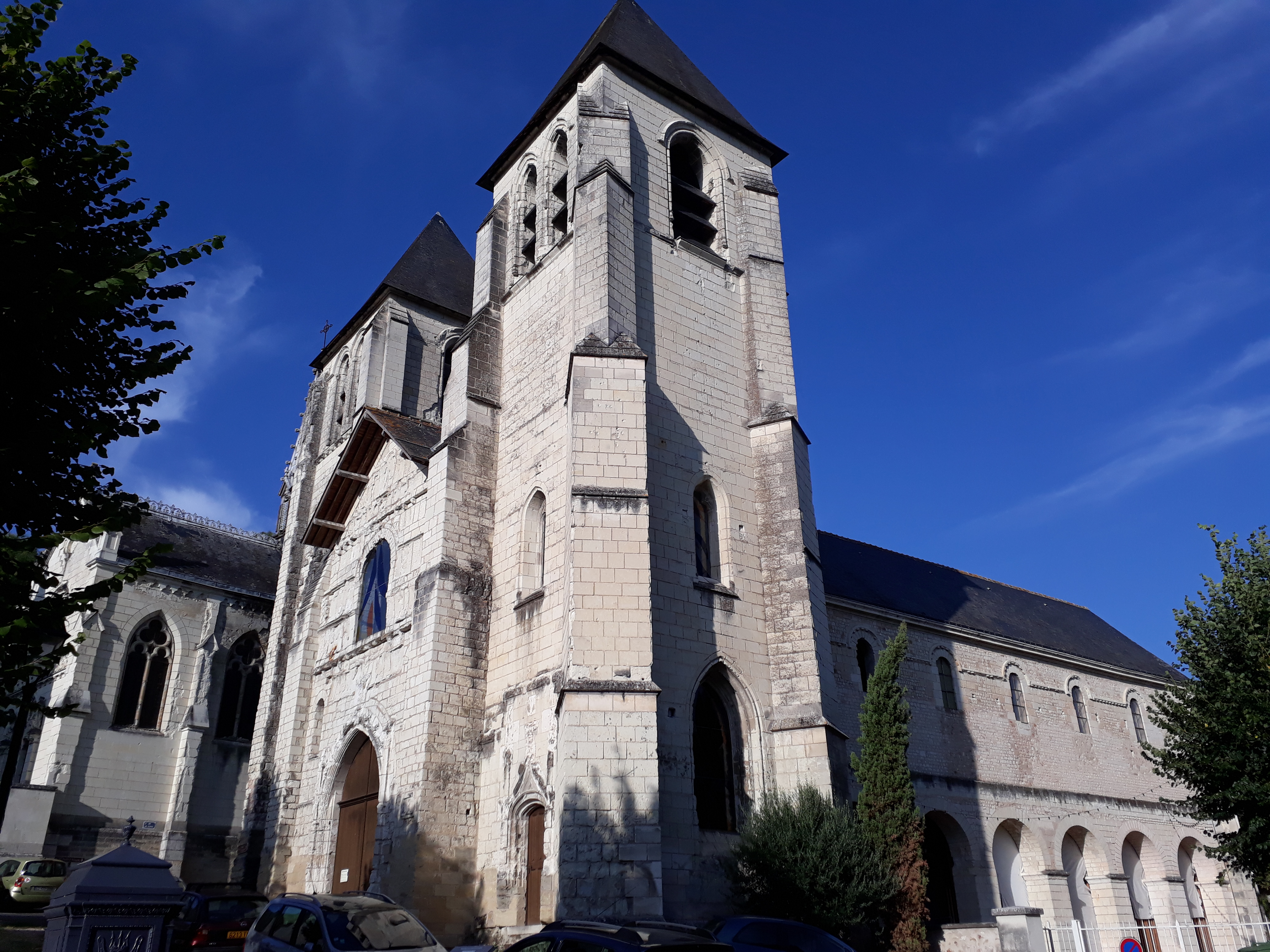
圣玛息莫堂
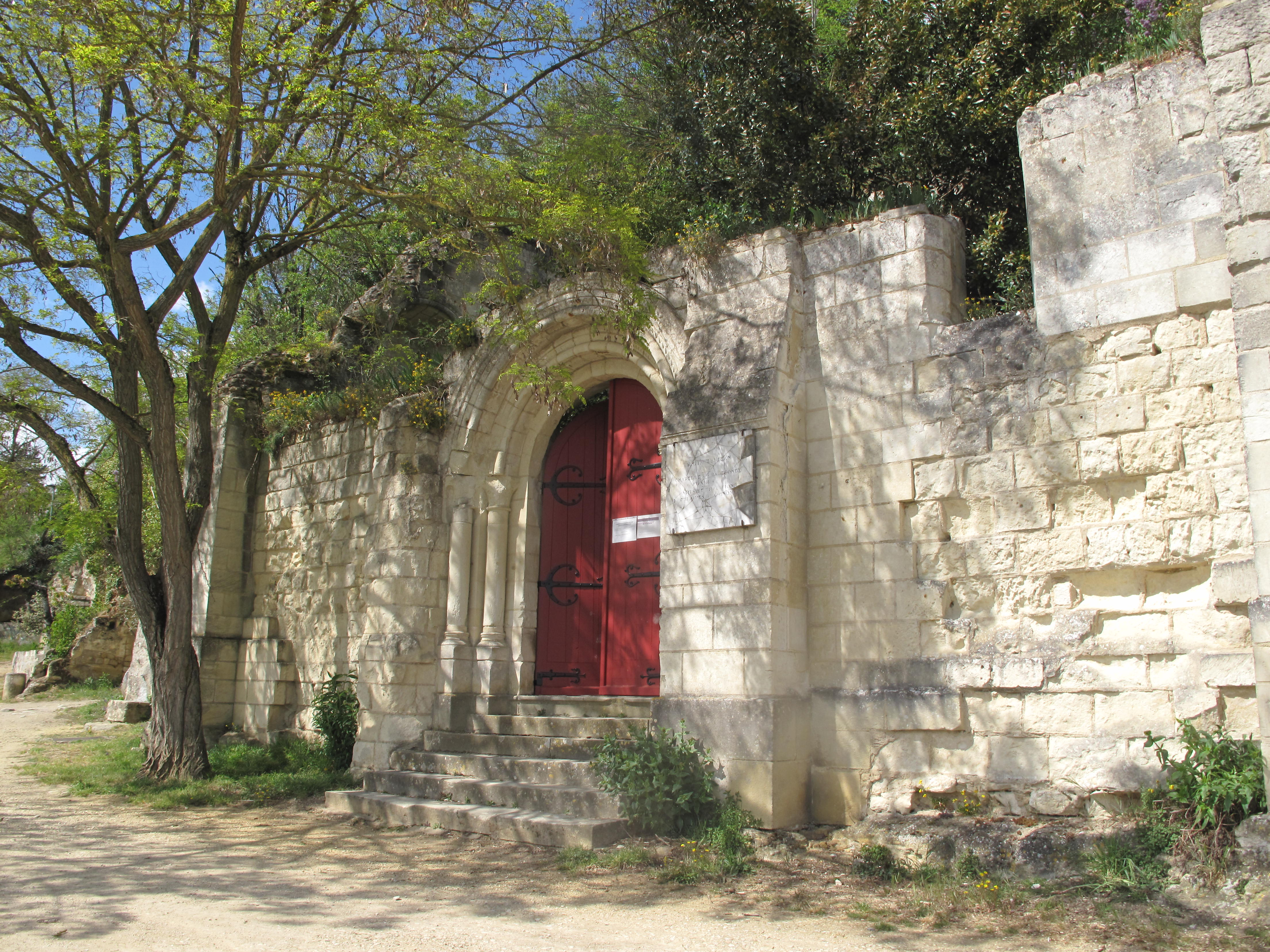
圣赖功德小堂遗址
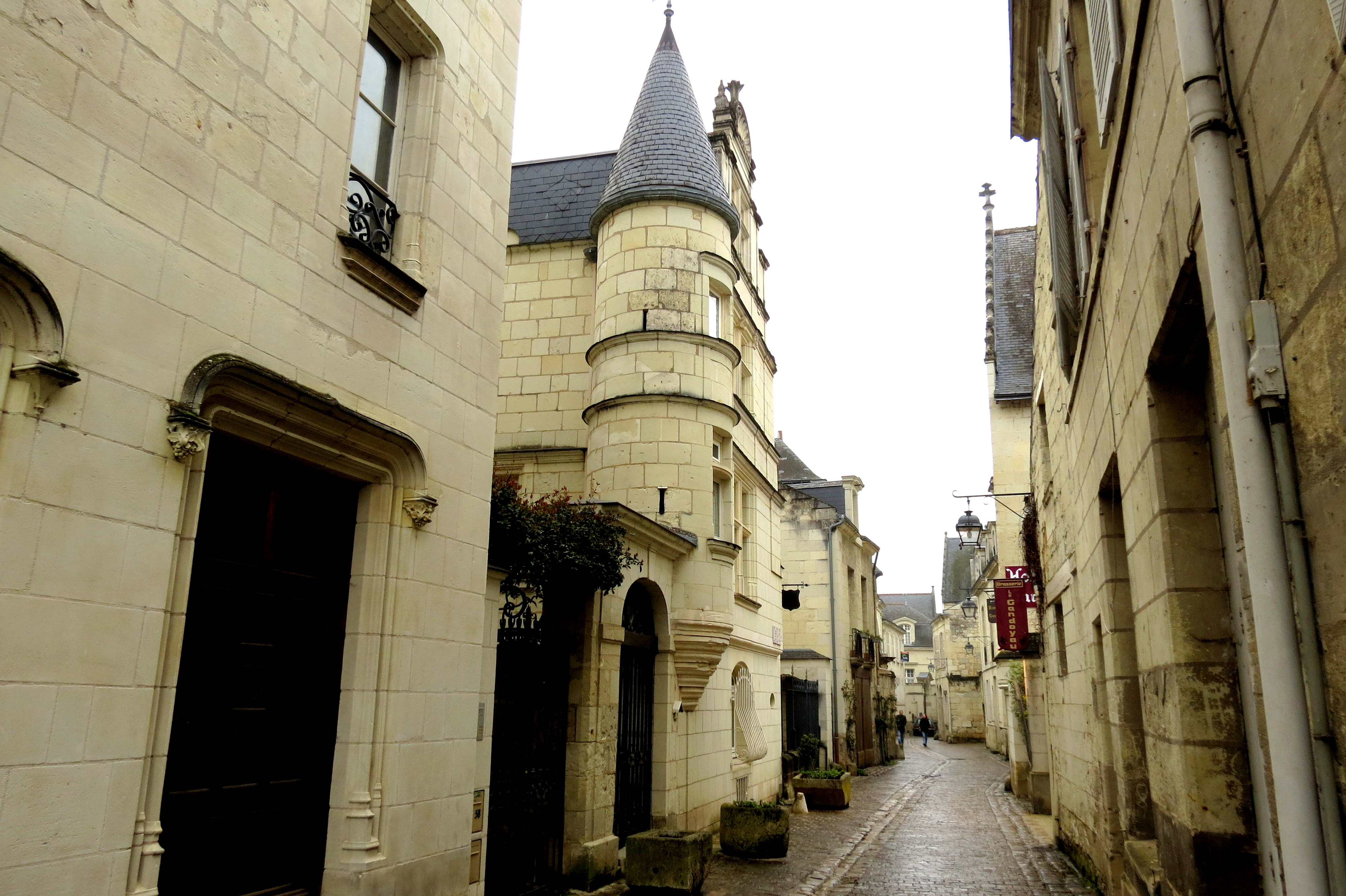
老城建筑

### 旅游
希农的旅游事务由其所属的公共社区负责。2020年，希农境内共有12家宾馆共计271间房间；另有1个露营地，可容纳共200辆露营车。

### 媒体
法国主要的媒体均可在希农接收，法国电视三台下属的中央-卢瓦尔河谷大区频道在部分时段播出希农所属区域的地方新闻。

## 相关人物
法国文学家弗朗索瓦·拉伯雷出生于希农附近的瑟伊（彼时为希农的一部分）。安茹国王亨利二世则逝世于希农城堡内。

## 友好城市
截至2021年2月，希农共与三座城市互为友好城市关系：
- 德国 陶努斯山麓霍夫海姆
- 英格兰 蒂弗頓
- 義大利 切塔尔多